# John Mortimer (mort en 1328)
Pour l’article homonyme, voir John Mortimer.
John Mortimer, né vers 1310 et mort après le 27 août 1328, est un chevalier et membre de la noblesse anglaise.

## Biographie
Le père de John est Roger Mortimer, 3e baron de Wigmore et l'un des plus puissants barons des Marches galloises. La famille Mortimer descend d'un des compagnons anglo-normands de Guillaume le Conquérant débarqués avec lui en Angleterre en 1066. La mère de Roger, Jeanne de Geneville, est quant à elle la petite-fille et héritière des barons des Marches et d'Irlande Geoffroy de Geneville et Mahaut de Lacy. Jeanne est également la petite-nièce de Jean de Joinville, biographe du roi de France Louis IX. John est le sixième enfant et le quatrième fils du couple.
Bien que John ne soit que son quatrième fils, le couple ne néglige absolument pas son éducation. Ainsi, il est adoubé par son père en Irlande au cours de l'année 1317. Bien que certains historiens aient suggéré que cet événement indique que John serait né bien avant 1310, la date supposée de sa naissance, d'autres avancent qu'il est le seul des fils de Roger Mortimer à l'accompagner en Irlande en 1317. D'ailleurs, avant son départ pour l'Irlande, le baron de Wigmore a reçu l'autorisation du roi Édouard II d'y adouber n'importe quel noble qu'il jugera digne de cet honneur.
Ayant dû faire face à l'été 1321 à une rébellion conduite par Roger Mortimer, Édouard II lève une armée imposante et obtient finalement en janvier 1322 la capitulation du baron de Wigmore, qui est incarcéré à la Tour de Londres. De son côté, le jeune John rejoint en 1324 ses frères aînés Edmond et Roger et les fils du comte de Hereford, alors emprisonnés au château d'Odiham. Pendant leur captivité, le baron de Wigmore s'est évadé de la Tour de Londres en août 1323 et s'est embarqué pour la France, d'où il lève finalement une armée en septembre 1326 pour aller renverser le roi. Édouard II ordonne le 1er octobre 1326 que ses fils Edmond, Roger et John soient transférés à la Tour de Londres, mais la prise de la capitale par les rebelles quelques semaines plus tard conduit à leur libération dès le 16 octobre.
Le 1er février 1327, John Mortimer assiste au couronnement du roi Édouard III, que son père peut encore contrôler au vu de son jeune âge, et lors duquel ses frères Edmond, Roger et Geoffroy sont vêtus comme des comtes de la pairie du royaume et formellement adoubés par le nouveau monarque. Pendant les trois années qui suivent, le baron de Wigmore gouverne réellement l'Angleterre au nom du roi et en profite pour attribuer de nombreux honneurs à ses proches. Le 27 août 1328, John reçoit le transfert de son père des possessions irlandaises de son frère Roger, mort quelques semaines auparavant. Pourtant, il n'a guère le temps de jouir de ses nouvelles terres, puisqu'il est tué la même année au cours d'un tournoi tenu à Shrewsbury, dans le Shropshire.